# Andrzej Gross
Andrzej Ignacy Gross (ur. 12 lutego 1954) – polski polityk i urzędnik państwowy, w latach 2013–2015 prezes Agencji Restrukturyzacji i Modernizacji Rolnictwa.

## Życiorys
Absolwent Wydziału Nauk Ekonomicznych Uniwersytetu Mikołaja Kopernika w Toruniu. Kształcił się podyplomowo w zakresie organizacji i zarządzania, a także na kursach z wdrażania funduszy unijnych i zarządzania.
Zajmował stanowiska kierownicze w administracji publicznej i sektorze prywatnym, zasiadał w radach nadzorczych spółek z branży rolnej. W latach 1999–2002 odpowiadał za wdrożenie Programu Aktywizacji Obszarów Wiejskich w województwie kujawsko-pomorskim w ramach pożyczki Banku Światowego w województwie Kujawsko-Pomorskim. Od 2002 do 2006 kierował kujawsko-pomorskim oddziałem Agencji Restrukturyzacji i Modernizacji Rolnictwa. Odwołany wskutek wykrycia nieprawidłowości i niewypłacania pracownikom pensji za nadgodziny. Został następnie dyrektorem Wydziału Rolnictwa w Urzędzie Marszałkowskim. Ponownie stanowisko szefa toruńskiego ARiMR zajmował od 2008 do 2013. W lutym 2013 wygrał konkurs na szefa Agencji Restrukturyzacji i Modernizacji Rolnictwa, pokonując Aleksandra Bentkowskiego. Odwołany ze stanowiska 27 listopada 2015 wskutek problemów z systemem informatycznym w instytucji. W marcu 2016 został dyrektorem Wojewódzkiego Ośrodka Ruchu Drogowego w Bydgoszczy. 
Został członkiem Polskiego Stronnictwa Ludowego i przewodniczącym struktur partii w Toruniu. Bez powodzenia kandydował w 2015 i 2019 do Sejmu oraz w 2018 do sejmiku kujawsko-pomorskiego.
Zamieszkał w Brzozówce pod Toruniem. Jest żonaty, ma dwójkę dzieci.